# 日清ラ王
日清ラ王（にっしんラおう）は、日清食品から発売されているカップラーメン、および袋入りインスタントラーメンの各種シリーズ製品。

## 概要
1992年9月21日から発売され、2010年8月まで生産された初代は一般的なカップラーメンで採用されている乾燥麺ではなく、レトルトパウチされた生タイプ麺であることが特徴の商品であった。「ラ王」は、日本で作られた長期常温保存可能な生タイプ麺のカップラーメンとして、1991年7月発売の明星食品「夜食亭・生タイプ醤油ラーメン / 味噌ラーメン」に続く商品であった。同時期に東洋水産からも生タイプ麺の製品が発売されていたが、同類の競合商品は夜食亭を含め数年で撤退している。初代は年間300億円を売上たこともあったが、社内外で高品質・高価格帯の競合商品が増加したことで競争が激化して市場占有率が年ごとに落ち込み、2010年8月2日に生産を終了した。
初代が生産を終了してから1か月を経ない2010年8月24日に、惜しまれる声が多かったため独自の特許技術によるノンフライ麺を採用したラ王を復活すると発表され、9月6日から現在の2代目が発売された。
JR渋谷駅ホーム（2012年11月から2016年10月11日まで）および阪急梅田駅改札内（2013年2月16日から3月15日までの期間限定）で、アンテナショップとして日清ラ王袋麺屋を営業し、チャーシューや煮卵などをトッピングし調理した袋麺タイプの商品が250円程度で提供されていた。渋谷駅の店舗は、開店から閉店までの約4年間で約38万杯を売り上げた。
2017年に発売から25周年を迎え、2018年1月に初代ラ王の復刻版が限定発売された。「しょうゆ」と「みそ」の2種類で、初代の生タイプ麺のつるみともちもちした食感をノンフライ麺で再現し、当時のパッケージを復刻した。

## ラインナップ

### 現在発売されているもの（2代目ラ王）
- カップ麺シリーズ（ノンフライ麺）
  - 背脂コク醤油（2014年4月7日 全国リニューアル発売[14]）
  - 香熟コク味噌（2014年4月7日 全国リニューアル発売[14]）
  - 淡麗鶏だし塩
  - 濃熟とろ豚骨（2014年4月7日 全国リニューアル発売[14]）
  - 魚介豚骨醤油
  - 芳醇コク担々麺
  - タテカップ やさいタンメン（塩・味噌）
  - 復刻しょうゆ（2018年1月8日 全国発売[15]）[13]
  - 復刻みそ（2018年1月8日 全国発売[15]）[13]
  - 焦がしラ王（醤油・味噌）（2018年9月10日 全国発売）

- 袋めんシリーズ[16][17]（ノンフライ麺）
  - 醤油 5食パック（2012年8月27日 関東・甲信越・静岡地区先行発売 - 2013年1月28日 中部・近畿地区発売 - 2013年3月25日 全国発売）
  - 味噌 5食パック（2012年8月27日 関東・甲信越・静岡地区先行発売 - 2013年1月28日 中部・近畿地区発売 - 2013年3月25日 全国発売）
  - 塩 5食パック（2013年8月5日 全国発売[18]）
  - 豚骨 5食パック（2013年10月7日 全国発売[19]）
  - 冷し中華 しょうゆだれ 5食パック 東日本向け（2014年4月14日 東日本地区発売[20]）
  - 冷し中華 しょうゆだれ 5食パック 西日本向け（2014年4月14日 西日本地区発売[20]）
  - 冷し中華 ごまだれ 5食パック（2014年4月14日 全国発売[20]）
  - 担々麺（濃口醤油ベース） 5食パック（2014年8月4日 全国発売[21]）

### 過去に発売されていたもの

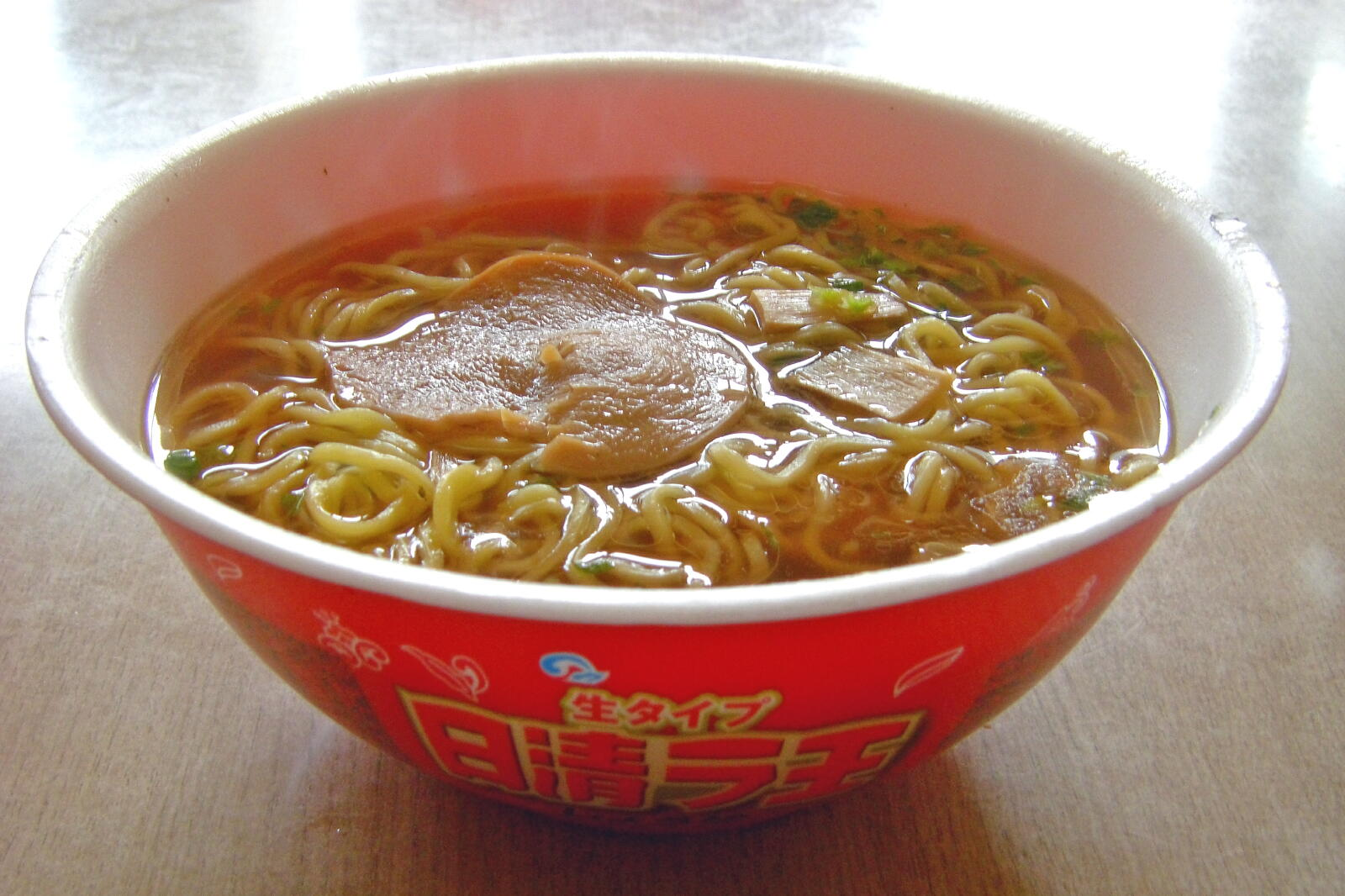
初代・日清ラ王（しょうゆ味）

- 初代ラ王
  - しょうゆ
  - みそ
  - シーフード
  - とんこつ
  - ラ王焼そば
  - 夏のラ王 うましお（夏季限定商品）
  - 海鮮
  - 夏のラ王 コク辛
  - 五目中華
  - 飲茶飯店 回鍋肉麺
  - 飲茶飯店 五目麺
  - 袋のラ王（袋麺、生タイプ麺）
  - カレー
  - こってりしょうゆ
  - ラ王ミニ[22] - しょうゆ / みそ / ワンタンめん
  - しお
  - DXラ王 ちゃんぽん[23]
  - Premier（プレミア） 日清ラ王[24] - 極厚チャーシュー麺 / 極厚塩とんチャーシュー麺 / 極厚担々チャーシュー麺
  - 冷凍 日清ラ王[25] - しょうゆ / みそ
  - ラ王 袋入りレンジ専用[26] - しょうゆ / みそ
  - ジェットラ王 焼そば[27]
  - ソース焼そば（レンジラ王）[28]
  - 沖縄そば（沖縄県限定商品）
  - 中華あんかけ（熱血!平成教育学院とのタイアップ）

- 2代目ラ王
  - 背脂濃コク醤油
  - 旨味豚コク味噌
  - 濃厚コク醤油豚骨（2011年2月28日発売）[29]
  - 夏のラ王 鶏しお
  - 三枚焼豚 麻辣赤担担
  - 冷し中華 5食パック（2013年6月17日 関東・甲信越・静岡地区限定発売[30]）
  - 淡麗コク塩（2014年4月7日 全国リニューアル発売[14]）
  - Selection 激辛旨味噌（2014年7月14日 全国発売[31]）

など

## 歴史

### 初代（1992年 - 2010年）

#### 1990年代
初期には、生タイプ麺の質が評価されたことや同タイプ商品市場が急成長したことで発売2年目の1993年には約1億5360万個を売り上げた。1998年4月20日に希望小売価格（税抜）が旧価格の250円から200円に値下げ。同年11月2日には冷凍カップ麺シリーズの「冷凍 日清ラ王 しょうゆ / みそ」を発売。1999年8月2日のリニューアルにて、これまで湯切りが必要だった調理法が、麺の製法や材料の配合を変更することで、湯切り不要とした調理法に変更。

#### 2000年代
2000年以降、カップラーメンは高級タイプのノンフライ麺が質を高めてきたことや、コンビニエンスストアを中心に地方色を強く出した「ご当地ラーメン」や有名店の味を再現した「ご当店ラーメン」を取り入れるなどバリエーションが拡大、2000年代初期当時180円以上と区分された高品質・高価格帯の商品群が活性化し、競合商品が増えた影響でラ王のシェアが低下傾向となっており、下記のように度々リニューアルが行われた。 
- 2000年8月21日 - スープを中心に変更[37]。
- 2001年8月6日 - 麺を中心に変更[38]。
- 2002年11月18日 - 調理法とパッケージで大幅な変更が行われ、それに伴い再度湯切り必要となったが、新たに「ジェット湯切り」を採用して片手でも可能になり所要時間が10秒と以前より短縮化[36]。
- 2003年9月16日 - スープを中心に変更[39]。
- 2004年9月21日 - 麺の増量（155g→180g）・スープ・具材の厚味にこだわった変更と大きな「ラ」を表示したパッケージデザインに変更し、同時に希望小売価格（税別）を50円値上げ（200円→250円）[40]。
- 2006年1月16日 - 「味・香り・食感にこだわって素材選びをした」と称する変更と同時に麺の減量（180g→155g）を行うが希望小売価格（税別）は250円と変更無し[41]。
- 2006年9月11日 - 麺と具材を中心に変更[42]。
- 2007年9月25日 - この年に誕生15周年を迎えた。スープの調味傾向を変更して「麺の風味を最大限に引き出した」と称する変更をし、同時に希望小売価格（税別）を50円値下げ（250円→200円）[43]。
- 2008年1月1日 - 小麦など原材料の価格高騰が原因で希望小売価格（税別）を15円値上げ（200円→215円）[44]。
- 2008年9月29日 - 麺とスープの風味を変更[45]。

日清食品においても、1990年代末期から2000年代にかけて『麺の達人』『麺職人』『行列のできる店のラーメン』『具多』といったノンフライタイプのカップ麺が次々と発売され、ノンフライによって生麺に近い味わいを出す技術が向上したことからラ王の優位性が低下、年々シェアを落とし2000年代中期以降は売り上げが落ち込んでいた。

#### 2010年代
2010年7月26日、全国紙に「ラ王、終わる。」と題して、2010年8月末に生産終了する旨の全面広告が掲載となり特設サイト（後述）が開設され、日清食品はラ王の生産終了を発表した。初代ラ王の生産は、当初発表の8月末予定より前倒しの8月2日をもって終了した。

##### ラ王追湯式典
2010年7月30日より特設サイト「ラ王追湯式典」（追悼にラーメンに注ぐ「湯」をひっかけ、追湯と表記している。また、Twitterの「つぶやき」を表す「ツイート」の意味合いも込められている）を開設し、全国のラ王ファンから惜別のコメントをTwitterで募集し、抽せんでラ王1ケース（12個）が当たるキャンペーンを8月20日まで開催した。期間中、20万件を超えるツィートが寄せられた。

### 2代目（2010年 - ）
初代ラ王の生産終了から20日以上が経過した2010年8月24日、日清食品HDは新技術による独自製法で開発した「次世代ノンフライ麺」を採用した新たな「ラ王」を発売することを発表。9月6日、2代目ラ王が関東・甲信越・静岡地区より発売開始された（他地域は10月4日発売）。キャッチフレーズは「日清史上最高傑作」。
「ラ王」のブランド名を復活させた経緯と理由については、新製法の麺を採用したことから別ブランド名も検討されたが「その時代の最新の技術を搭載した最もうまい麺につけるブランドがラ王」と同社専務より説明が行われ、名称決定の時期は2010年の春先であった（これらの経緯により一部では批判的な意見もある。後述参照）。
2代目ラ王は高品質のノンフライ太麺・ストレート化を実現するために同社麺開発担当者を総動員し、機械メーカーと共同で温度・圧力などの要素を従来より精密に微調整可能とした「ラ王」専用の製麺設備を開発する巨額投資を行った。その設備で麺の歯ごたえを専門店並になるよう追求し、何千もの試作を重ねて1年がかりで生み出された製法「太ストレート麺製法」と「3層麺製法」を組み合わせた「3層太ストレート製法」により、「従来のインスタントラーメンで実現できなかった麺の太さと新たな食感を実現した」と同社は説明している。麺の最終形が同社社長の審査を通過し、実行指示を出たことで生産仕様が確定したのは発売2週間前の2010年8月であった。新製法を採用したことで麺の高品質化を達成しながらコストを抑えることに成功し、費用配分の変更が可能となったことで具材においても質・量の向上を果たした。その評価についてはレビューにおいて、一定の肯定的な意見もあるが、一方では乾麺を採用したことで生タイプ麺時代にあった特有の食感がなくなり「個性を失った」などのような批判的な意見も寄せられた。晋遊舎が発行している雑誌MONOQLOの2010年11月号では「がっかり製品ノミネート・オブ・ザ・イヤー」としてとりあげられた。
2010年、日本食糧新聞社の制定する「食品ヒット大賞」を受賞している。

#### 2代目発売に関する批判
2010年8月から9月にかけて、初代から2代目への移行の際、生産終了などと消費者を煽った上に直近に行われる予定のフルモデルチェンジを明確に公表せず、一か月も経たない期間で同ブランド名新商品の発表・発売を行う手法には、消費者からの反発が相次いだ。インターネット上などにおいても「閉店商法だ」「追湯商法にしてやられた」との批判があがった。

### 袋麺（2012年 - ）
2011年11月7日に全国で発売された東洋水産の「マルちゃん正麺」が大ヒットし、これに追随する形で2012年8月27日にノンフライ麺のラ王では初の袋麺タイプが、関東・甲信越・静岡地区限定で発売された（事実上の先行発売）。発売前に詳細を伏せて客に試食させるイベントなどで生麺に近い食感をPRした。その後、2013年1月28日に中部・近畿地区で発売開始したのち、同年3月25日にようやく全国で発売開始された。

## パッケージ・ロゴデザイン
- 初代ラ王は、発売当初からパッケージの形は一貫して丸型で、白い縁取りのある赤色の太文字のロゴを使用してきた。ただし、パッケージのデザインは18年間で幾度か変更されている。特徴あるデザインとして、2004年のリニューアル時には大きな変更があり全面にわたる大きな「ラ」の字が表示されたパッケージデザインを採用した[40]。
- 2代目ラ王では、パッケージの形が八角形となり、ロゴが金色で「日清[改行]ラ王」を表したものに変更されている。

## CM
- 発売当初から、TBS、フジテレビ、テレビ朝日などの深夜番組帯のメインスポンサーとして、どの番組にも『日清ラ王』と提供クレジットされていた[注 6]。

### 1990年代
- 初代CMキャラクターは、元プロボクサーで俳優の赤井英和と、俳優でミュージシャンの金山一彦。ライオンが登場するCMも作られた。
- 1996年には、Jリーグプレイヤーであった前園真聖と中田英寿が競演したCM「ラ王へ行こう」篇[56]が作られた。
- 1998年には椎名桔平を起用。「ラ族」をテーマに掲げ、全裸でラ王を食べるというCMだった。長野オリンピックにあわせ、全裸でスキージャンプを敢行するシーンを放映、視聴者の反響も大きかったが、不快とする意見も多かった。この意見に対し、スーツ着用のまま温泉に入りラ王を食べるヴァージョンを放送したこともある。
- 1998年の4月から8月まで放映されたCMには、小林薫とhàlの2人が出演し、「値下げ編」と「札束編」の2バージョンが製作された。

### 2000年代
- 2000年代には、松岡昌宏・琴欧州・国生さゆり・岡田義徳がCM出演していた[37][41][42]。
- 2002年11月のリニューアル時は、アニメと実写の融合で表現したCMで、アニメ「あしたのジョー」のキャラクターと女性タレントのユンソナが出演[36]。
- 2003年9月のリニューアル時は、ジェット湯切りをきわ立たせるため、特徴的な湯切りを行うラーメン店「中村屋」・「二天」・「鏡花」の店主が出演[39]。

### 2010年代
- 2010年9月9日から放送予定だったテレビCMの撮影の際に登山客らに迷惑をかけたことが問題となり報道された[57]。日清は8月3日槍ヶ岳山頂でヘリコプターを使いラ王のCMの撮影を行った。その際に山頂手前の険しい山道で登山客を足止めした。撮影に際して環境省の松本自然環境事務所から登山者に迷惑をかけないことと、周辺環境に配慮してヘリコプターを飛ばさないことを事前に求められていた。日清食品は当該CMの放送自粛と新たな内容への変更を決定した[58][59]。また、中信森林管理署と環境省が、日清食品、CMを請け負った電通と制作会社の葵プロモーションを文書指導している[60]。

- 2010年9月18日[49]より、事前予告通り新たな内容のCM（スタジオ撮影制作）「シズル篇」を公式サイトで公開開始[61]。CM「シズル篇」の出演者はトラブルが発生した槍ヶ岳編で起用されていた照英がそのまま起用された[59]。
- 2010年10月14日より、引き続き照英を起用し「スカイツリー」編として、建設工事中の東京スカイツリーの建築現場に現れた照英がちゃぶ台を敷き、ラ王を食べる設定のCMを放送していた[62]。
- 2011年5月28日より、豊川悦司をメインキャラクターとした「麺國志登場」編が放送されている。戦国時代をモチーフとした内容で「ラ国」が「麺國時代」の頂点を目指し、「麺下統一」をアピールするという設定である。
- 2012年夏より、カップと袋麺のCMに吹石一恵が出演。袋麺では何も知らないエキストラに試食させて生麺と遜色ない食感であることをアピールした。
- 2013年7月より、袋麺のCMに西島秀俊が出演。「今までの袋麺には、戻れなくなる」ということを、重厚感のある巨大な門をモチーフとして、象徴的に表現した。
- 2014年秋より、袋麺のCMが4話構成の『食べたい男』編にリニューアルされた（西島が引き続きメインキャラとして起用されているほか、吉田鋼太郎が西島の義父役で出演）。
- 2015年4月1日より、袋麺のCMが『食べたい男、先を行く同僚』編にリニューアル（上記の『食べたい男』編の続編。今回は滝藤賢一が西島の同僚役で出演）。
- 2016年9月より、お菓子の「ねるねるねるね」のCMをパロディー化した『マジカルラ王篇』（WebCM）が製作され、ギャル曽根が出演[63]。
- 2017年6月より、袋麺のCMが『新・食べたい男編』にリニューアルされ阿部サダヲが出演。
- 2018年9月より、袋麺のCMが同社の和風カップ麺「どん兵衛」の『どんぎつね編』のCMをパロディー化した『全粒粉の妖精編』にリニューアルされ千葉雄大とメイプル超合金のカズレーザーが出演。
- 2024年3月より、袋麺のCMにアインシュタインの稲田直樹と広瀬アリスを起用。

## タイアップ
「ラ王」からは、これまでにタイアップ商品も発売された。
- パチスロ北斗の拳の版元であるパチスロメーカー大手のサミーへOEM供給する形で発売された「日清ラ王×北斗ラオウ」がその一つ。パチンコホールとインターネット販売でのみの限定提供された[64]。その後、サミーのタイアップを外れたのち2006年の映画公開に合わせセブン-イレブンなどでも一般発売された[65]。
- 2008年暮れから2009年春にかけて、フジテレビ系の教養クイズ番組『熱血!平成教育学院』[注 7]とのタイアップにより、受験生応援商品として「日清ラ王 中華あんかけ」が発売された。「中華あんかけ」のオリジナルCMがフジテレビ系列限定で放映された。カップの蓋には「平成教育学院」のキャラクターである「勉強小僧」が表示されている。

## その他
- 色と味が変わる「マジカルラ王」の作り方が公開されＣＭは『ねるねるねるね』が題材にされた[66][67]。
- クリス松村が『ラ王』のファンであり、初代ラ王が生産終了の際、ブランドがなくなると思い、大量に買い込んでしまったというエピソードを自らのブログで綴っている[68]。
- 『ひみつのアラシちゃん!』（TBS系）では、アイドルグループ・嵐の大野智へのドッキリ企画に「日清魔王」というパロディ商品が登場した[要出典]。
- アラブ首長国連邦で開催されたAFCアジアカップ1996にてサッカー日本代表は中東料理に不慣れで苦慮していた中、当時前園真聖や中田英寿がCMに出演していたことから日清食品から大量の「ラ王」が届けられた。これに代表選手は歓喜し、順番を決めてお湯が沸くのを待ち、無心で麺をすすり上げて空腹をしのいでいる（前園真聖#エピソードも参照）[69]。
- 朝鮮民主主義人民共和国(北朝鮮)の金正日総書記は生前『ラ王』が大好物だった[70]。

## 同様の商品
すべて生タイプ麺を採用している。
- 日清のごんぶと - 1993年に発売された初代ラ王の技術を採用した太麺カップうどん（現在も継続して発売）。
- 日清Spa王 - 初代ラ王の技術を採用したカップスパゲティ（CMには深田恭子→伊東美咲が出演。2020年現在は冷凍食品に移行）。
- 桃金ラーメン - 1993年に発売された生タイプの袋入りラーメン（CMには佐竹雅昭と川合千春が出演。1994年に袋のラ王が発売されたのに伴い終売）。